# Etiketten är musik
Etiketten är musik är Frondas fjärde soloalbum och släpptes 2007.
I februari släpptes reggaetondängan "Gå härifrån" som första singel. Albumet innehåller låtar som "Bokstävernas Baron" och "Mister Brilliant". Fronda säger att det är hans sista platta i låten "svarta paraden".
1. jag är tillbaks
2. dom tittar på mig
3. gå härifrån
4. himlens drottning
5. f.r.o.n.d.a
6. ett tusen sätt
7. fyller dansgolvet
8. svarta paraden
9. mister brilliant
10. kaktusfamnar
11. pennan är min
12. stänger ridån
13. svensson svensson
14. skaka på stjärten
15. irritationsmoment
16. bokstävernas baron